# 1985年9月逝世人物列表
1985年逝世人物列表：1月 - 2月 - 3月 - 4月 - 5月 - 6月 - 7月 - 8月 - 9月 - 10月 - 11月 - 12月
1985年9月逝世人物列表，是用于汇总1985年9月期间逝世人物的列表。

## 依日期排序

### 1日
- 斯蒂芬·貝洛夫，德國賽車手，1984年世界跑車冠軍[1]
- 桑德斯·路易斯，威爾士作家，威爾士民族黨創始人[2]

### 2日
- 鲍伯·金尼，64岁，美国篮球运动员。

### 3日
- 何柱國，88岁，原中华民国东北军高级将领。

### 4日
- 伊莎貝爾·鐘斯，英國女演員
- 喬治·奧布萊恩，美國演員

### 6日
- 史良，85岁，中国律师、社会活动家，中华人民共和国司法部首任部长。
- 羅德尼·羅伯特·波特，英國生物化學家，諾貝爾生理學或醫學獎獲得者[3]

### 7日
- 布魯瑟·吉納德，美式橄欖球運動員，職業橄欖球名人堂成員
- 何塞·扎巴拉-桑托斯，菲律賓漫畫家
- 喬治·波利亞，匈牙利數學家

### 8日
- 约翰·富兰克林·恩德斯，88岁，美国医学家。

### 9日
- 孙震，93岁，中华民国总统府战略顾问。
- 王育德，61岁，台湾独立运动领导人。
- 保罗·弗洛里，美國化學家，諾貝爾獎獲得者[4]

### 10日
- 乔克·斯泰恩，62岁，苏格兰足球运动员。
- 恩斯特·厄皮克，愛沙尼亞天文學家和天體物理學家

### 11日
- 夏目雅子，27岁，日本女演员。
- 金斗英，62岁，朝鲜内阁总总理。
- 威廉·阿爾文，英國作曲家
- 亨麗埃塔·巴內特，英國皇家空軍女子軍官

### 13日
- 奧古斯托·拉德馬克，巴西海軍上將，前軍政府成員

### 14日
- 李萬春，74岁，中国京剧演员。
- 朱利安·貝克，美國演員
- 約翰·霍爾特，美國作家和教育家

### 17日
- 蘿拉·阿什利，威爾士設計師[5]

### 19日
- 伊塔罗·卡尔维诺，61岁，意大利作家。[6]

### 20日
- 川本泰三，71岁，日本足球运动员。

### 21日
- 古龙，47岁，台湾小说家。

### 22日
- 阿克塞爾·施普林格，德國記者，施普林格集團創始人和擁有者

### 24日
- 吴文藻，83岁，中国社会学家。

### 27日
- 龙治民、闫淑霞，中国连环杀人犯
- 勞埃德·諾蘭，美國演員

### 28日
- 安德烈·柯特茲，91岁，匈牙利摄影师。

### 30日
- 弗洛德·克羅斯比，美國電影攝影師
- 查尔斯·弗朗西斯·里克特，美國地震學家和物理學家，里氏震級尺度的創造者
- 茜蒙·仙諾，法國女演員